# 藤本愛瑚
藤本 愛瑚（ふじもと まこ、1999年10月1日 - ）は、日本の女子バスケットボール選手。徳島県出身でバスケットボール女子日本リーグのENEOSサンフラワーズに所属。コートネームは「テン」で、ポジションはフォワード。桜花学園高等学校卒業。
元バレーボール選手である（旧姓）山内美加を母に、元プロ野球選手（オリックス）の藤本俊彦を父に持つ。姉の藤本愛妃もバスケットボール選手で、ユニバーシアード日本代表として2017年ユニバーシアード台北大会で銀メダルを獲得した後、富士通レッドウェーブに入団した。

## 来歴
2006年、小学1年生時から津田小学校で活動するTJジュニアに入部する。小学4年生時にはTJジュニアの女子としては史上初の全国大会に出場し、3位に入賞する。小学5年生も全国大会出場権を得るが東日本大震災のため中止。小学6年生時も全国大会へ出場。
2012年4月、チームメイトとは異なる小松島中学校へ進学し、中学1年次に全国大会出場。
2015年4月、桜花学園に進学。2年時にはインターハイと国体、ウィンターカップの３冠を達成する。
2018年4月、JX-ENEOSサンフラワーズに加入。

## 経歴
- TJジュニア(津田小学校)
- 小松島中学校
- 桜花学園高等学校